# هاکس تام کلنسی
هاکس یک بازی مرحله‌ای نبرد هوایی است که اولین نسخه آن در سال ۲۰۰۹ توسط شرکت یوبی سافت روانه بازار شد و با گرافیک بالا و شبیه‌سازی نبردهای هوایی، موفقیت و محبوبیت بسیاری را در زمینه بازی‌های جنگ هوایی کسب نمود. در پاییز سال ۲۰۱۰ هم نسخه دوم بازی با کد گذاری امنیتی DRM مخصوص شرکت یوبی سافت روانه بازار شد اما برخلاف نسخه اول نتوانست انتظارات زیادی را برآورده کند. از نقاط ضعف نسخه دوم استفاده از اتصال دایمی به اینترنت برای بازی کردن بود. در سال ۲۰۱۴ به اصرار کاربران امکان بازی در حالت آفلاین توسط یوبی سافت فراهم شد.

## داستان
خط مشی اصلی هاکس بر اساس سری داستان‌های نظامی - حماسیِ تام کلنسی، نویسنده مشهور داستان‌های جنگی با مضمون وطن‌پرستی نوشته شده‌است. روند کلی بازی با انجام ماموریت‌های گوناگون هوایی توسط یک خلبان خبره نظامی با نام دیوید کرین شا، در مناطق مختلف دنیا آغاز می‌گردد. در نسخه دوم بازی شرکت یوبی سافت از شخصیت پردازی بیشتری در روند داستانی بازی استفاده نمود و با اضافه کردن شخصیت‌های مختلف از جمله خلبانان روسی و نبرد شانه به شانه با آنها در ماموریت‌های حساس و کلیپ‌های جذاب بر روند روایی و حماسی بازی افزود. موسیقی حماسی و بی نظیر آن که توسط تام سالتا ساخته شده از نکات مثبت بازی بشمار می‌رود.

## هواپیماها
نقطه قوت بازی بخصوص در شماره اول آن استفاده از هواپیماهای نظامی متعدد در بازی بشمار می‌رود هرچند که تعداد هواپیماها انتخاب‌های زیادی در اختیار بازی کنندگان قرار می‌دهد اما جزئیات ضعیف طراحی از نقاط منفی نسخه شماره یک محسوب می‌شود. برای مثال مدل‌های مختلف از یک نوع جت جنگی هیچ تفاوتی با یکدیگر ندارد و تنها در بعد کارایی تفاوت آنها آشکار می‌گردد؛ مشکلی که در نسخه دوم تا حد زیادی رفع شد. در نسخه دوم سعی شده با افزایش جزئیات گرافیکی به هواپیماها و جنگ‌افزار آنها و استفاده از استتار واقعی ارتش‌های هوایی جهان به جنبه واقع گرایانه بازی افزوده شود. از هواپیماهای جنگی حاضر در بازی می‌توان به اف - ۱۴، اف - ۱۵، اف ۲۲، اف ۳۵، فانتوم اف ۴، اف ۵، وای اف ۲۳، سری تایفون، ای ۱۲ و… اشاره نمود.

تصویری از محیط بازی، هنگام استفاده از گریزچالِ ERS. در نسخهٔ اکس باکس.

## خلیج فارس
یکی از نکات مهم بازی استفاده از نام خلیج فارس در کلیپ‌های بازی و توضیحات آن می‌باشد.